# Національні збори Вірменії
Націона́льні збо́ри Респу́бліки Вірме́нія (вірм. Հայաստանի Ազգային Ժողով) — єдиний вищий орган законодавчої влади Вірменії.

## Історія
28 березня 1918 року Вірменія проголосила незалежність. Сформувався вищий орган законодавчої влади — Національні збори Вірменії.
- 1990 — Верховна Рада Вірменії першого скликання (260 депутатів) була сформована за мажоритарною виборчою системою двома етапами — 20 травня та 3 липня. В новому парламенті були представлені дві політичні сили: Вірменський загальнонаціональний рух та Комуністична партія Вірменії.

- 4 серпня 1990 головою Національних зборів став Левон Тер-Петросян.
- 21 вересня 1991 Вірменія була проголошена незалежною республікою.
- 16 жовтня 1991 президентом був обраний Левон Тер-Петросян, а головою Національних зборів став Бабкен Араркцян.

### Шосте скликання Національних зборів (2017)
У парламентських виборах 2 квітня 2017 року брали участь дев'ять партій. Прохідний бар'єр подолало чотири політичних фракції. Майже половину голосів набрала правляча республіканська партія. Явка виборців склала 60,86 %.
| Фракція                                   | Голоси |
| ----------------------------------------- | ------ |
| Фракція «Республіканська партія Вірменії» | 58     |
| Фракція «Блок Царукяна»                   | 31     |
| Блок «Елк»                                | 9      |
| Фракція «Дашнакцутюн»                     | 7      |

## Сьогодення
Чинні парламентські сили Вірменії представлено п'ятьма політичними силами (три при владі та дві в опозиції):
- Республіканська партія Вірменії
- Орінац Єркір
- Вірменська революційна федерація «Дашнакцутюн»
- Жарангуцюн